# Хадерджонай, Флоран
Флоран Хадерджонай (алб. Florent Hadergjonaj; род. 31 июля 1994, Лангнау, Берн) — косоварский и швейцарский футболист, правый защитник турецкого клуба «Касымпаша». Провёл одну игру за сборную Швейцарии, с 2019 года выступает за сборную Косова.

## Клубная карьера
Хадерджонай сменил несколько молодёжных команд, пока в 2011 году не оказался в «Янг Бойз», где и началась его профессиональная карьера. 29 сентября 2013 года в матче против «Цюриха» дебютировал в чемпионате Швейцарии. В первом сезоне играл не регулярно, в основном выходя на замены в конце тайма. Но уже в следующем сезоне стал чаще выходить в стартовом составе. И уже 28 августа 2014 года в матче раунда плей-офф Лиги Европы против венгерского «Дебрецена» дебютировал в еврокубках. В том сезоне Флоран помог команде стать серебряными призёрами национального чемпионата. Всего в составе «Янг Бойз» Хадерджонай выступал четыре сезона, за это время он провёл 71 матч в чемпионате Швейцарии, а также 12 матчей в еврокубках.
8 августа 2016 года Хадерджонай перешёл в немецкий клуб «Ингольштадт 04», с которым заключил контракт на четыре года. Сумма трансфера составила 2 млн евро. В Бундеслиге Флоран дебютировал 22 октября в матче с «Боруссией» из Дортмунда. До конца сезона, по итогам которого «Ингольштадт 04» покинул Бундеслигу, Хадерджонай был основным правым защитником своей команды.
24 августа 2017 года Хадерджонай был отдан в сезонную аренду английскому клубу «Хаддерсфилд Таун». Соглашение предусматривает возможность выкупа контракта игрока в конце сезона 2017/2018. Главный тренер «Хаддерсфилда» Давид Вагнер назвал Хадерджоная одним из лучших молодых правых защитников Германии и футболистом, который хорошо впишется в стиль его команды. По словам Вагнера, Флораном интересовался ряд ведущих клубов Германии, но игрок решил попробовать свои силы в английской Премьер-лиге. В марте 2018 года «Хаддерсфилд» выкупил Хадерджоная, который подписал контракт до 2021 года.
31 января 2020 года турецкий клуб «Касымпаша» арендовал Хадерджоная до конца сезона. 25 сентября 2020 года Флоран перешёл в «Касымпашу» на постоянной основе, подписав трёхлетний контракт.

## Международная карьера
Хадерджонай выступал за молодёжную сборную Швейцарии. В составе сборной он участвовал в отборочных турнирах к чемпионатам Европы 2015 и 2017 года. За сборную среди игроков до 20 лет он провёл два матча, а за сборную до 21 года сыграл 10 раз.
1 июня 2017 года Хадерджонай дебютировал в составе национальной сборной Швейцарии, отыграв второй тайм товарищеского матча с командой Беларуси.
В мае 2019 года Футбольная федерация Косова объявила о том, что Хадерджонай получил паспорт Республики Косово и будет впредь выступать за сборную этой страны. 22 мая он получил первое приглашение в сборную. 10 июня 2019 года Хадерджонай дебютировал за сборную Косова в матче отборочного турнира Евро-2020 против сборной Болгарии (3:2).

## Достижения
«Янг Бойз»
- Серебряный призёр чемпионата Швейцарии: 2014/15